# Deutsche Badmintonmeisterschaft 1999
Die Deutsche Badmintonmeisterschaft 1999 fand vom 4. bis zum 7. Februar 1999 in Bielefeld statt.

## Medaillengewinner
| Disziplin    | Gold                                                                           | Silber                                                                       | Bronze                                                                           |
| ------------ | ------------------------------------------------------------------------------ | ---------------------------------------------------------------------------- | -------------------------------------------------------------------------------- |
| Herreneinzel | Oliver Pongratz (Berliner SC)                                                  | Mike Joppien (FC Langenfeld)                                                 | Marek Bujak (TuS Wiebelskirchen)                                                 |
| Herreneinzel | Oliver Pongratz (Berliner SC)                                                  | Mike Joppien (FC Langenfeld)                                                 | Sören Bredenkamp (BV Gifhorn)                                                    |
| Dameneinzel  | Heike Schönharting (SG Anspach)                                                | Katja Michalowsky (1. BC Beuel)                                              | Petra Overzier (TTC Brauweiler 1948)                                             |
| Dameneinzel  | Heike Schönharting (SG Anspach)                                                | Katja Michalowsky (1. BC Beuel)                                              | Nicole Grether (SC Bayer 05 Uerdingen)                                           |
| Herrendoppel | Michael Helber (SV Fortuna Regensburg) Björn Siegemund (SV Fortuna Regensburg) | Sebastian Ottrembka (TuS Wiebelskirchen) Joachim Tesche (TuS Wiebelskirchen) | Uwe Ossenbrink (TuS Wiebelskirchen) Kai Mitteldorf (BC Eintracht Südring Berlin) |
| Herrendoppel | Michael Helber (SV Fortuna Regensburg) Björn Siegemund (SV Fortuna Regensburg) | Sebastian Ottrembka (TuS Wiebelskirchen) Joachim Tesche (TuS Wiebelskirchen) | Michael Keck (SG Anspach) Christian Mohr (FC Langenfeld)                         |
| Damendoppel  | Karen Stechmann (FC Langenfeld) Nicole Grether (SC Bayer 05 Uerdingen)         | Nicole Baldewein (Bottroper BG) Kathrin Piotrowski (Bottroper BG)            | Anne Hönscheid (TTC Brauweiler 1948) Petra Overzier (TTC Brauweiler 1948)        |
| Damendoppel  | Karen Stechmann (FC Langenfeld) Nicole Grether (SC Bayer 05 Uerdingen)         | Nicole Baldewein (Bottroper BG) Kathrin Piotrowski (Bottroper BG)            | Nicol Pitro (SV Fortuna Regensburg) Anika Sietz (TuS Wiebelskirchen)             |
| Mixed        | Björn Siegemund (SV Fortuna Regensburg) Karen Stechmann (FC Langenfeld)        | Michael Keck (SG Anspach) Nicol Pitro (SV Fortuna Regensburg)                | Christian Mohr (FC Langenfeld) Katrin Schmidt (TuS Wiebelskirchen)               |
| Mixed        | Björn Siegemund (SV Fortuna Regensburg) Karen Stechmann (FC Langenfeld)        | Michael Keck (SG Anspach) Nicol Pitro (SV Fortuna Regensburg)                | Joachim Tesche (TuS Wiebelskirchen) Anja Weber (BC Eintracht Südring Berlin)     |